# Вашингтон (Арканзас)
Вашингтон (енгл. Washington) град је у америчкој савезној држави Арканзас.

## Демографија
По попису из 2010. године број становника је 180, што је 32 (21,6%) становника више него 2000. године.
| Група             | 2000.      | 2010.      |
| Белци             | 57 (38,5%) | 94 (52,2%) |
| Афроамериканци    | 91 (61,5%) | 78 (43,3%) |
| Азијати           | 0 (0,0%)   | 1 (0,6%)   |
| Хиспаноамериканци | 0 (0,0%)   | 4 (2,2%)   |
| Укупно            | 148        | 180        |